# Dtp entertainment
dtp entertainment (parfois écrit DTP Entertainment) est un éditeur de jeux vidéo allemand fondé en 1995 à Hambourg par Thomas Baur. L'entreprise est considérée comme l'un des principaux éditeurs de jeux vidéo en Allemagne, elle édite également des jeux à l'étranger. Il s'agit notamment de jeux d'aventure. Depuis avril 2012, dtp entertainment est en situation de cessation de paiement.
Depuis sa création, l'éditeur rachète plusieurs studios de manière à s'agrandir et se diversifier : en 2007 et 2008, dtp entertainment acquiert 4Head Studios (renommé « Cranberry Production ») et House of Tales, tous deux des studios de développement de jeux vidéo.

## Jeux édités ou distribués
- Awesomenauts (2012)
- TNT Racers (en) (2012)
- The Cursed Crusade (2011)
- Gray Matter (2011)
- Drakensang: The River of Time (2010)
- Black Sails: The Ghost Ship (en) (2010)
- King's Bounty: Armored Princess (2010)[2]
- Black Mirror II (2009)
- Venetica (2009)
- Divinity II: Ego Draconis (2009)
- Crazy Machines 2 (en) (2009)
- Giana Sisters DS (2009)
- Memento Mori : Le Secret de la vie éternelle (2009)
- So Blonde (2008)
- Windchaser (de) (2008)
- Drakensang : L'Œil noir (2008)
- Legend - Hand of God (2007)
- Undercover: Doppeltes Spiel (2007)
- The Mystery of the Druids (2001)